# Бачинський Михайло (поет)
Михайло Бачинський (псевдоніми: О. Филяретів, О. Філаретів, Орест Філаретів; 1866 — 6 березня 1912, Ріпчиці) — український галицький письменник, перекладач, журналіст, діяч «Просвіти». Греко-католицький священник.

## Життєпис
Після закінчення семінарії одружився з Ольгою зі священичого роду Устияновичів і був висвячений на священика 16 листопада 1890 року. 
Першим місцем душпастирської праці була парафія в селі Сможе тоді Сколівського деканату Львівської архієпархії, де в 1891—1896 роках він був адміністратором. 1891 року в Сможе в нього народилася дочка Марія (майбутня дружина Дмитра Донцова). 
В 1896–1897 роках був адміністратором парафії в Станимирі Перемишлянського деканату. 
1897 року переведений до Перемишльської єпархії і призначений парохом в селі Ріпчиці біля Дрогобича, де пропрацював до кінця свого життя. У трьох селах, що входили до його парафії (Ріпчиці, Довге і Опарі), збудував читальні. Обраний членом Народного комітету НДП. Відзначався особливим організаторським талантом. Був оборонцем рідної мови і прав людини в урядових установах.
6 липня 1903 року о. Михайло Бачинський був обраний головою Дрогобицької «Просвіти». 1903 року привітав віршем композитора Миколу Лисенка у зв'язку з недавнім його 60-річчям і прибуттям у Галичину, порушив на засіданні «Просвіти» питання про відкриття в Дрогобичі бурси для виховання незаможних українських дітей (бурсу відкрито уже восени 1904), про будівництво в місті пам'ятника Т. Шевченкові (цей задум реалізовано лише в 1991).
Помер 6 березня 1912 року в селі Ріпчиці. Там і похований.

## Творчість
Його твори друкувалися з 1887 року в журналах «Зоря», «Дзвінок» та літературних збірниках. (1897–1912).
У поетичній антології «Украінська Муза» що вийшла 1908 у Києві заходами і за редакцією Олекси Коваленка, у випуску 7 на сторінках 689–694 опубліковані вірші Михайла Бачинського «Непогода», «Побратимові», «Вперед, гадко!», «Минули літа!..», «Братчики».
Видання містить також коротку довідку і характеристику поезій Михайла Бачинського:
| Галицький поет Михайло Бачинський виступив на українську поетичну ниву у 1887 році, коли були надруковані його поезії в галицькій «Зорі». Після того його поезії якийсь час зьявлялись частенько, але згодом Бачинський замовк. Де-які його поезії визначаються справжнім поетичним настроєм, і шкода, що він перестав писать, бо з його з часом міг би виробитись гарний поет. |
Під псевдонімом Орест Філаретів публікував такі твори у альманахах, які видавав Василь Лукич:
- Близнюки. (Воєнна картина). («Уже сурми затрубили…») — «Квітка» (1890, Львів), с. 27—28.
- Забута могила. («Над бистрим Опором, поблиз Гребенова…») — «Рідний зільник» — ілюстрований літературний збірник. Видав Василь Лукич. Львів, коштом Т-ва «Просвіта», 1891. 136 с., 19—21.
- До ***. («Кружать моі гадки округ тебе, кохана…») — стор 50, Заспів до поеми «Іван Богун». («Ангелів архистратиже, святий Михаїле…») — стор. 23—24. Співати буду. («Співати буду, бо в душі так много…») — стор 49. Переклади: Міцкевич А. стор. 50—51. — «Рідна стріха» — видання Василя Лукича. Передрук з календаря товариства «Просвіта» па рік 1894. Львів, накладом Т-ва «Просвіта», 1894. 120 с.